# Bückeburg
Bückeburg település Németországban, azon belül Alsó-Szászország tartományban. 1640/47 és 1946 között Schaumburg–Lippe fővárosa volt. Lakosainak száma 19 754 fő (2023. december 31.).

## Fekvése
Rodenbergtől nyugatra, a Weser-hegység északnyugati oldalán fekvő település.

## Története

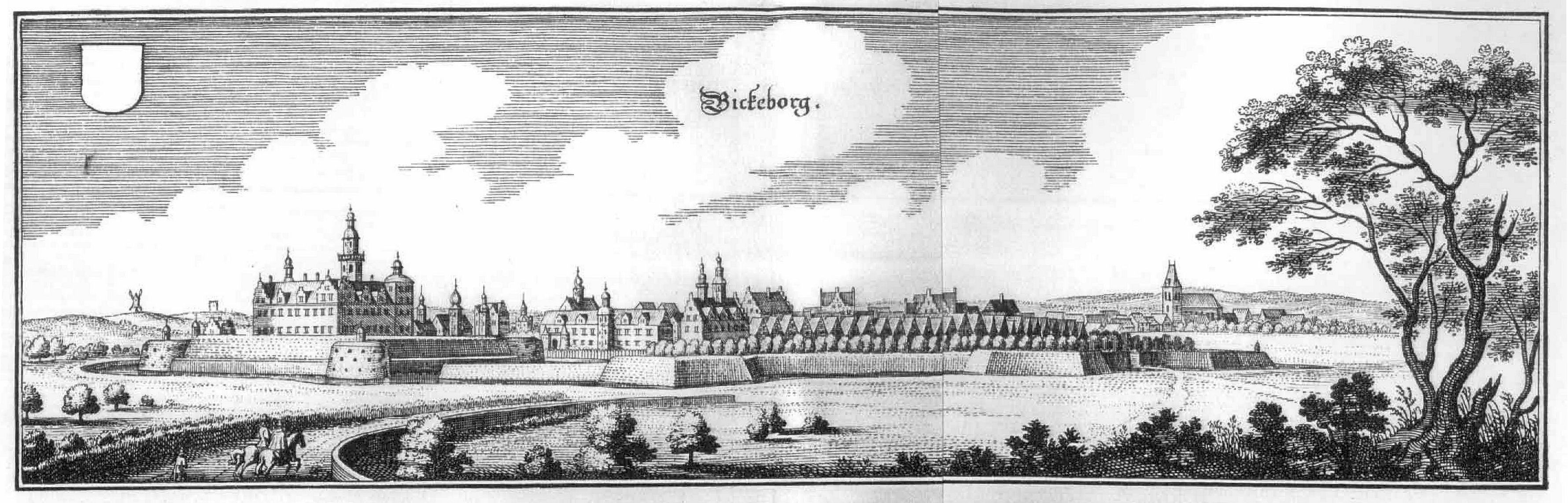

A város a 13. században keletkezett. Legrégibb épületei a Schaumburg és Holsten grófok által emeltetett vár (Burg). Bückeburg 1609-ben kapta meg a városjogot, a Schaumburg-Lippe család ekkor kezdte építtetni árokkal körülvett reneszánsz és barokk kastélyát. A város ritka érdekessége az 1615-ben elkészült templom (Stadtkirche), melynek gazdagon díszített homlokzata barokk és klasszicista elemekből áll. A kora barokk háromhajós csarnoktemplom különleges szépségű. 1615-ben készült és a második világháború után újjáépült orgonája az oltár mögött található. A templomban a 18. század végén Julius G. Herder is prédikált. A város helytörténeti múzeumában a Schamburg-Lippe hercegség történeti dokumentumai, polgári és parasztbútorok, viseletgyüjtemények láthatók.
A város modern érdekességei közé tartozik a Helikoptermúzeum és a sportrepülőtér, mely nagy vitorlázórepülő-bajnokságok színhelye.

## Közigazgatás
A városnak 8 kerülete van:
- Achum
- Bergdorf
- Camme
- Evesen, ide tartozik Berenbusch, Nordholz, Petzen és Röcke
- Meinsen-Warber
- Müsingen
- Rusbend
- Scheie

## Nevezetességek
- Burg
- Helytörténeti múzeum
- Helikopter múzeum

## Itt születtek, itt éltek
- I. Philip Gróf Schaumburg-Lippe (1601-1681), a House Schaumburg-Lippe uralkodóház ágának alapítója
- Wilhelm Friedrich Ernst Bach (1759–1845), német muzsikus és zeneszerző
- Friedrich Accum (1769-1838), vegyész
- Ágost Wolfgang von Herder (1776-1838), geológus és mineralógus, Johann Gottfried Herder fia
- Jakob Heinrich Meister (1744 Bückeburg-1826 Zürich) német-svájci teológus, író és újságíró
- Heinrich Strack (1805–1880) építész, a Schinkel iskola és a berlini Győzelmi oszlop építője
- Ernst Heinrich Meier (1813-1866), orientalista (született Rusbendben)
- Wilhelm Begemann (1843-1914), szabadkőműves történész
- Hermann Muckermann (1877-1962), biológus és antropológus
- Wilhelm von Apell (1892-1969), német altábornagy
- Johann Christoph Friedrich Bach (1732–1795), zenész és zeneszerző
- Thomas Abbt (1738–1766), író és filozófus
- Johann Gottfried Herder (1744–1803), költő, teológus és filozófus
- Bernhard Christoph Faust (1755-1842), orvos
- Baroness Louise Lehzen (1784-1870), 1814-1842 között Viktória királynő nevelőnője 1842-től haláláig, 1870-ig itt élt Bückeburgban
- Iwan Müller (1786-1854), zeneszerző és hangszerkészítő.
- Richard Sahla (1855-1931) hegedűművész és karmester, 1888-1918 között a királyi udvari zenekar vezető karmestere; Meghalt 1931-ben Bückeburgban

## Galéria

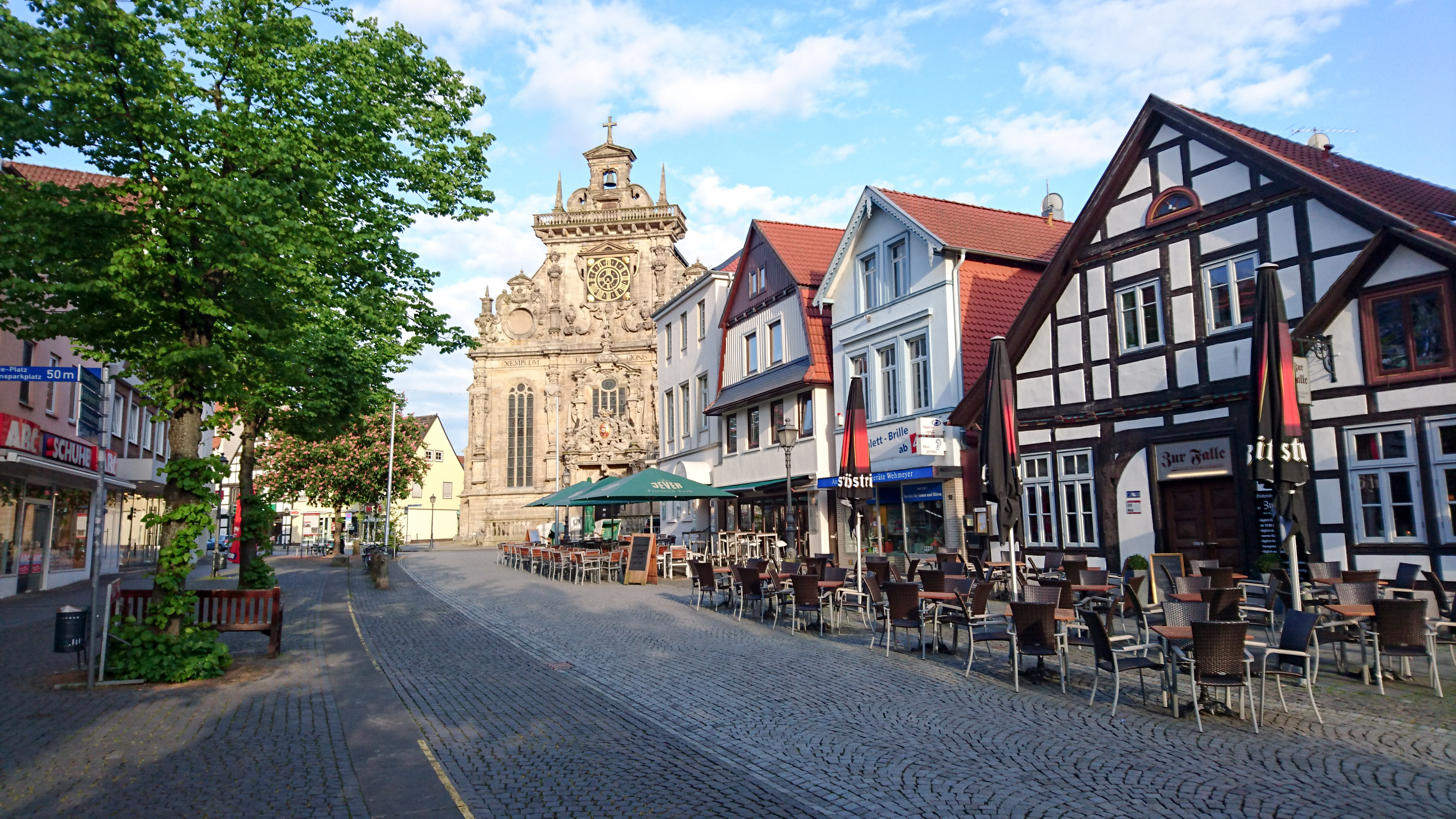
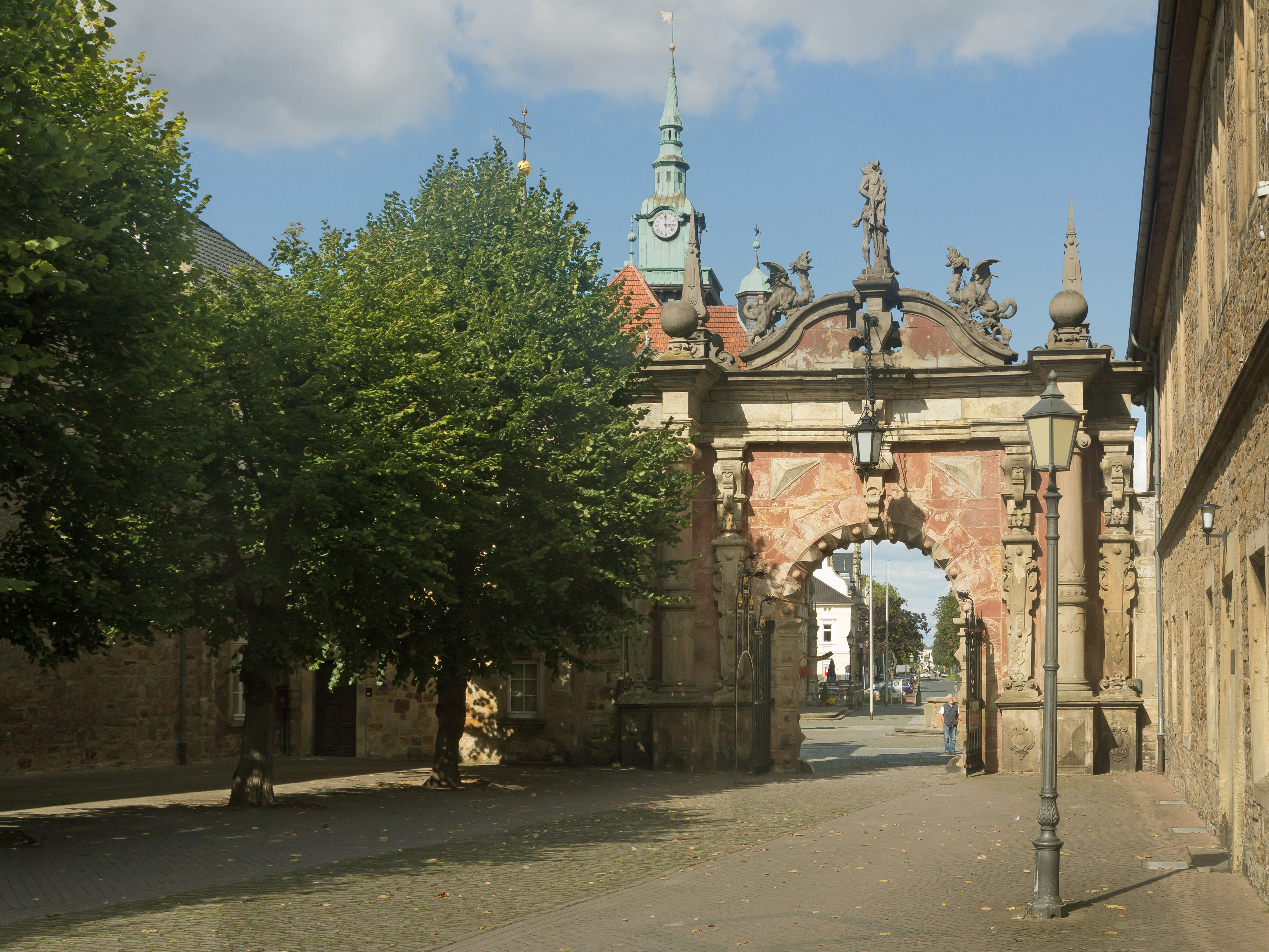
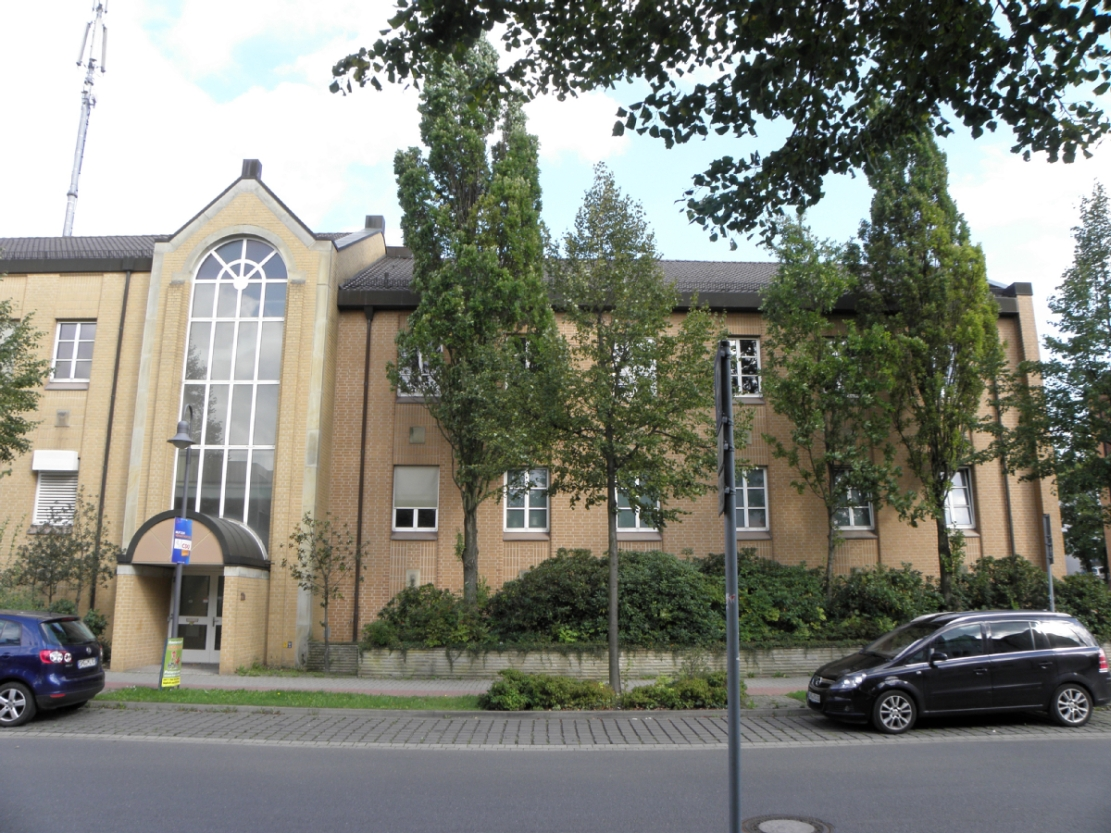
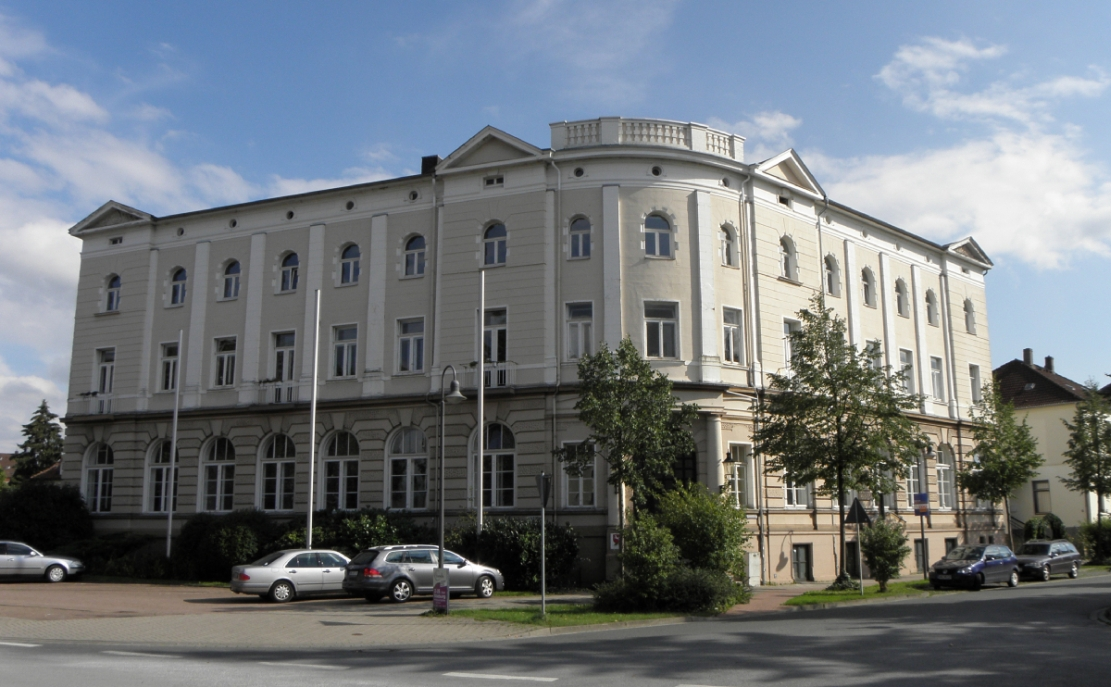
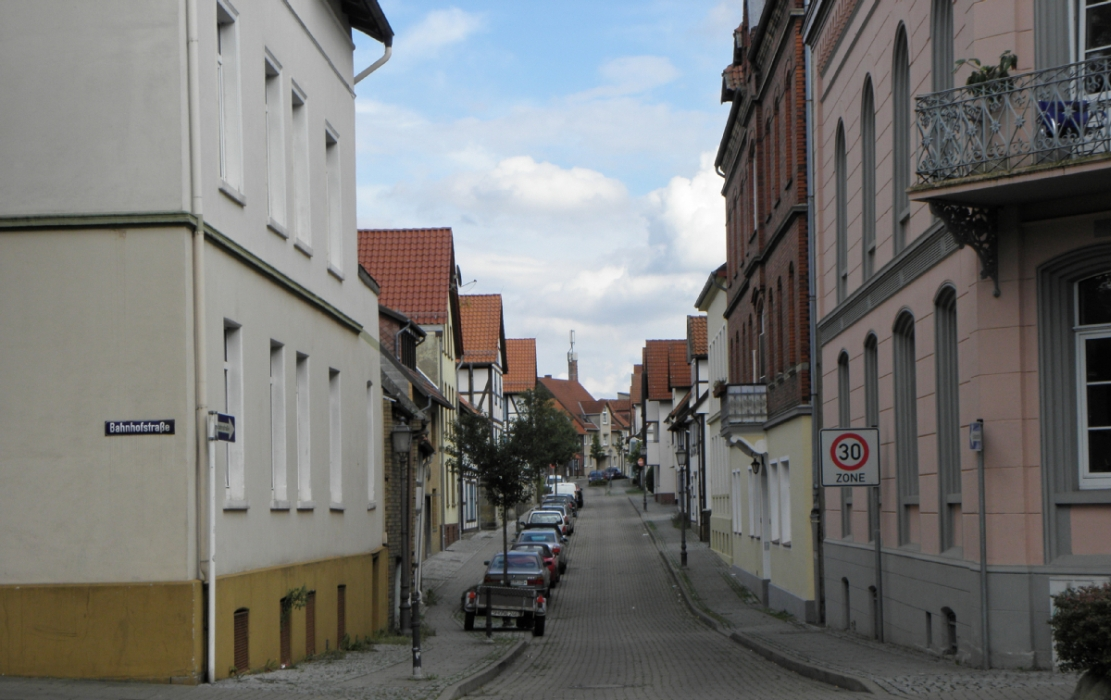
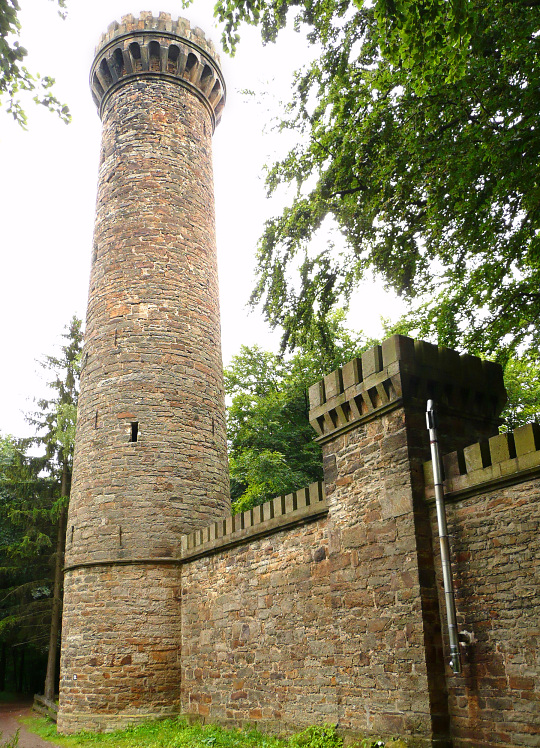
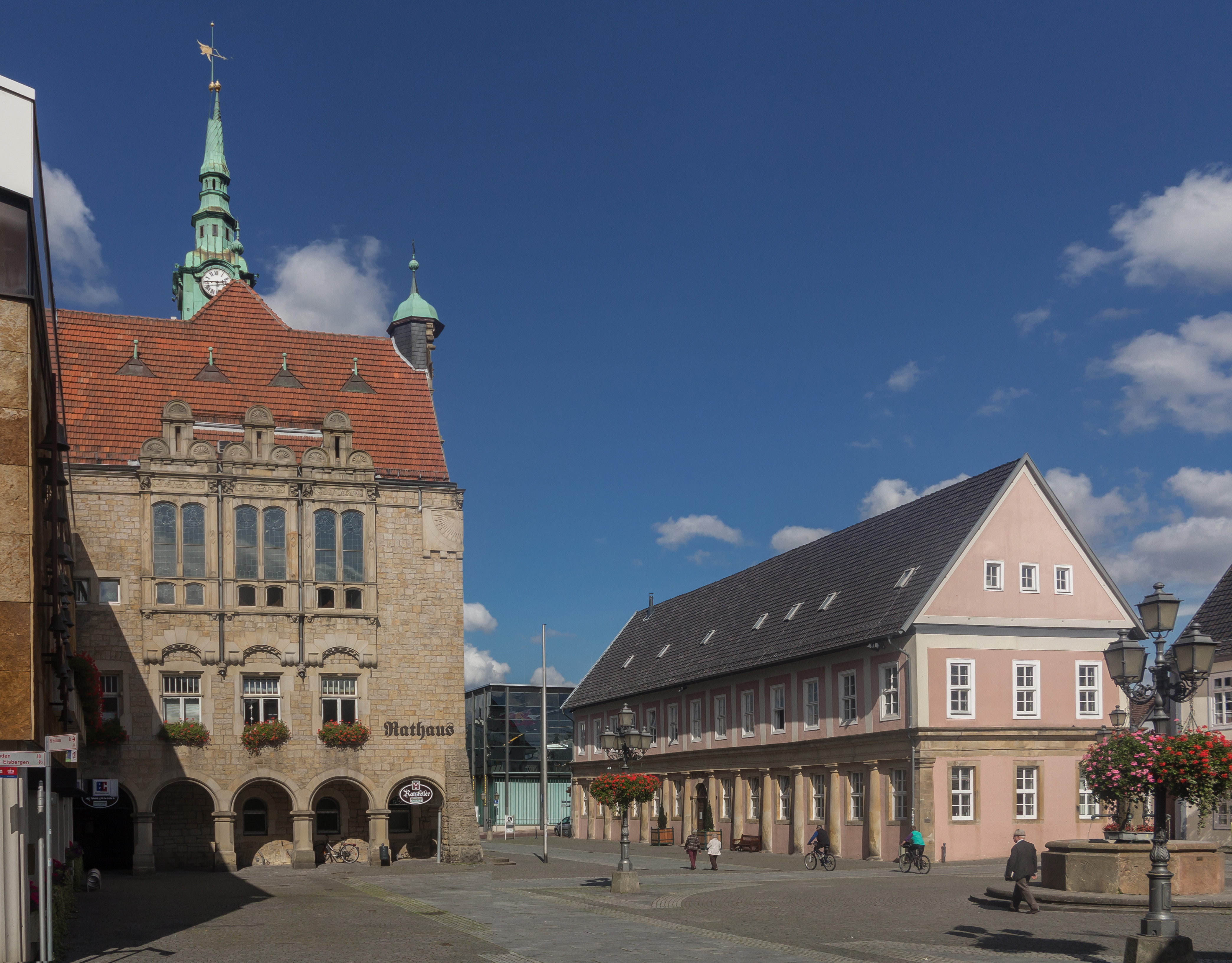
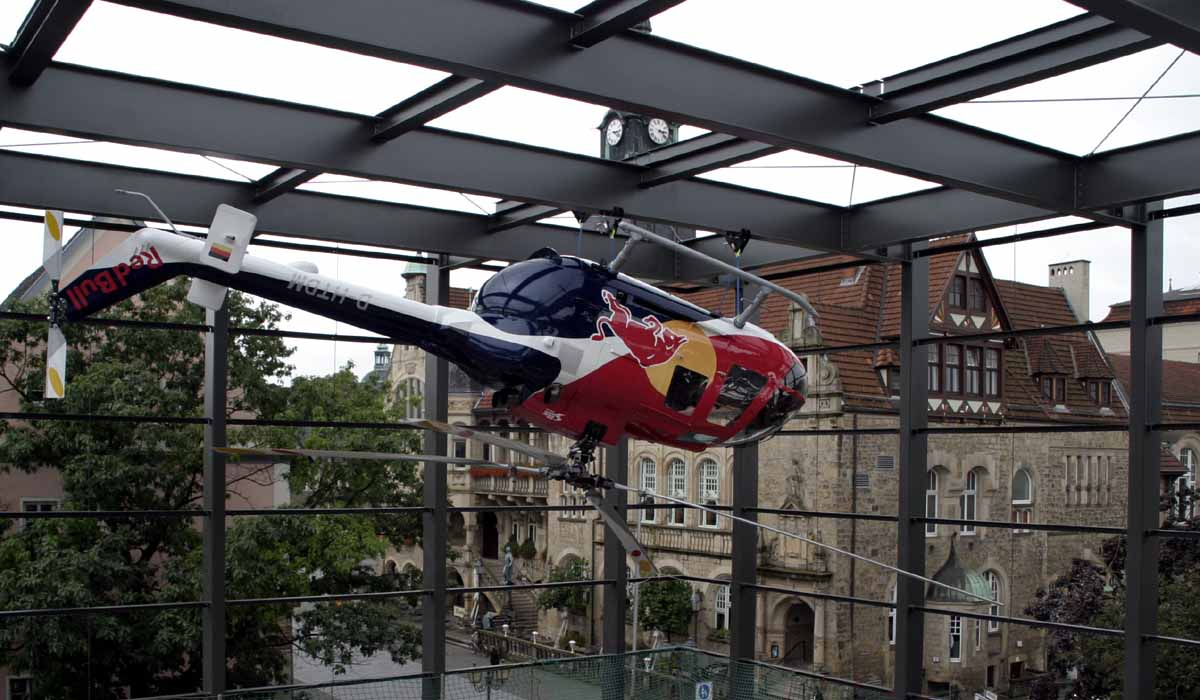

## Népesség
A település népességének változása:
| Lakosok száma | 20 491 | 19 182 | 19 381 | 19 324 | 19 245 | 19 336 | 19 701 | 19 754 |
|               | 2010   | 2015   | 2016   | 2017   | 2019   | 2021   | 2022   | 2023   |